# Carol Santiago
Maria Carolina Gomes Santiago, também conhecida como Carol Santiago (Recife, 2 de agosto de 1985), é uma nadadora paralímpica brasileira.

## Biografia
Carol Santiago nasceu com síndrome de Morning Glory, uma alteração na retina que reduz o campo de visão. Carol começou a nadar aos quatro anos, natação convencional. Aos dezessete anos, ficou completamente cega por oito meses devido ao acúmulo de água na retina e parou de nadar, mas voltou ao esporte uma década depois, aos 27 anos.
Carol conheceu o Grêmio Náutico União (GNU) pelas maratonas aquáticas e desde 2018 é atleta do clube. Ela esteve em competições como os Jogos Pan-Americanos de 2019 e o Mundial de Londres, todas em 2019, sendo que no Mundial foi onde teve a melhor performance, conquistando medalhas de ouro nas provas de 50m e 100m livres.
Ela competiu nos Jogos Paralímpicos de Verão de 2020 em Tóquio, e foi a primeira nadadora brasileira a conquistar uma medalha individual nessa edição das Paralimpíadas. A pernambucana terminou a prova dos 100m costas em 1min09seg18, conquistando o bronze. 
A atleta detém o recorde mundial dos 50m livre, na classe S12 (para atletas com baixa visão), conquistado pela primeira vez em São Paulo, em 4 de junho de 2021.
Carol conquistou sete medalhas no Campeonato Mundial de 2022, realizado na Madeira, em Portugal: ouro nos 50m livre, 100m livre, 100m borboleta, 100m peito e nos revezamentos 4x100m medley e livre misto 49 pontos (para atletas com deficiência visual), além de uma prata nos 100m costas. 

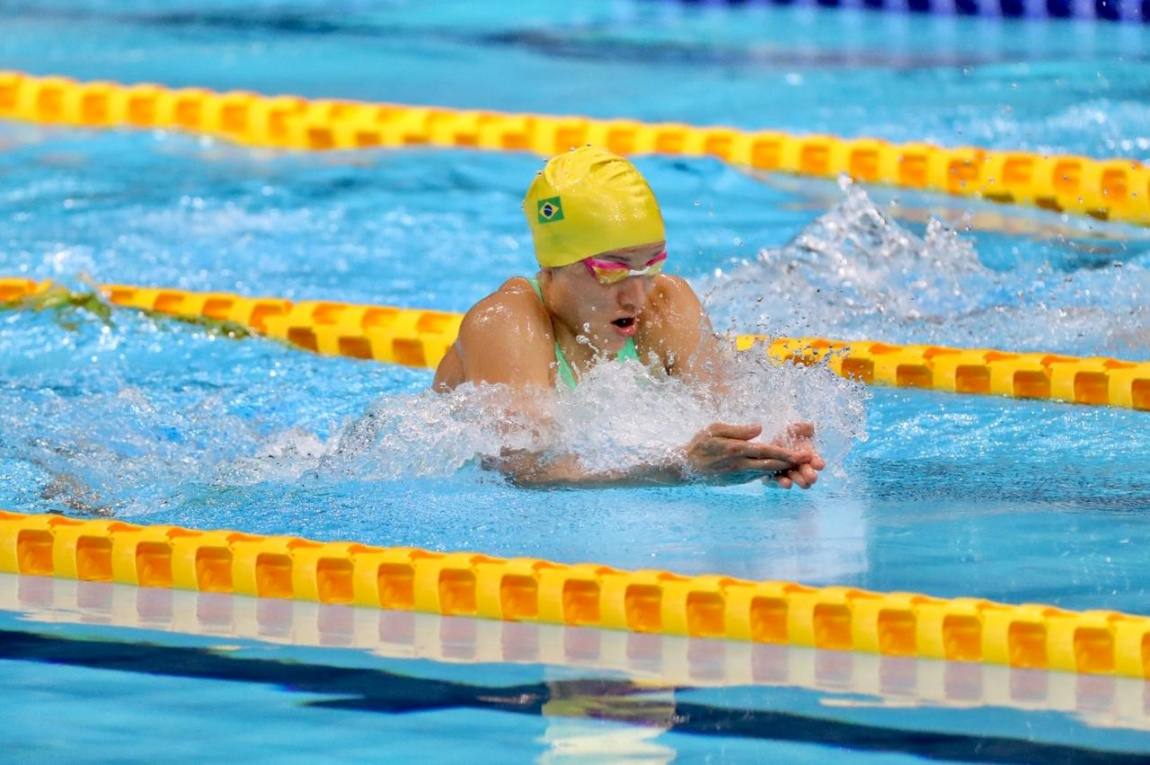
Santiago durante os Jogos Paralímpicos de Verão de 2020

Na edição de 2023, em Manchester, na Inglaterra, Carol levou oito medalhas: ouro nos 50m livre, 100m costas,100m livre,100m borboleta, revezamento 4x100m livre misto 49 pontos; prata nos 100m peito; e bronze nos 200m medley e no revezamento 4x100m medley misto 49 pontos.
Em novembro de 2023, Carol Santiago alcançou um marco significativo nos Jogos Parapan-Americanos de Santiago. Ela conquistou sua 30ª medalha, levando em consideração todas as competições que representou o Brasil, reforçando seu domínio nas piscinas. Durante o evento, ela garantiu dois ouros nas provas de 100m costas e 50m livre, destacando-se como uma das maiores atletas paralímpicas brasileiras.
Avançando para 2024, Carol continuou a impressionar, agora nos Jogos Paralímpicos de Paris. No dia 31 de agosto, ela conquistou a medalha de ouro nos 100m costas, somando seis medalhas em sua carreira até aquele momento. Essa vitória foi acompanhada de uma performance destacada em outras provas, como nos 100m peito, onde conquistou a prata, chegando à sua quinta medalha na competição.
Em setembro de 2024, Carol Santiago consolidou-se como a maior campeã paralímpica do Brasil, acumulando recordes e um total de 900 mil reais em premiações pelas suas conquistas. Durante os Jogos Paralímpicos de Paris, ela venceu mais três medalhas de ouro, garantindo seu lugar no topo do esporte paralímpico brasileiro. Além disso, ela foi escolhida como porta-bandeira do Brasil no encerramento das Paralimpíadas de Paris.
Essas conquistas levaram Carol Santiago a figurar entre as cinco maiores atletas paralímpicas da história do Brasil. Seu desempenho em Paris não apenas consolidou sua posição no topo, mas também a levou a ser celebrada pela mídia e pelos fãs como um ícone do esporte nacional. Em suas provas, Carol superou expectativas, vencendo o ouro sob a pressão da torcida francesa.

Carol continuou seu domínio nas piscinas, conquistando sua terceira medalha de ouro em Paris. Esse feito a estabeleceu ainda mais como a atleta com mais ouros paralímpicos na história do Brasil.